# 亞歷山大·拉耶夫斯基
亞歷山大·拉耶夫斯基 ( Alexander Evgenievich Raevsky，1984年4月13日—）是俄羅斯日本學者、日本語言和文化專家、心理科學候選人、东北大学副教授。

## 生平
出生於莫斯科。 2006年畢業於莫斯科國立大學亞非研究所歷史系，學習日文。 在日本接受訓練：東海大學（2004-2005）和早稻田大學（2007-2008）。 畢業於莫斯科國立大學心理系研究生院。 他以「日本宗教恐怖主義的社會心理因素」為主題進行了心理科學候選學位論文答辯（2015年）。 他是日本研究和心理學文章的作者[7]。 他在莫斯科國立大學心理學系教授日語並講授區域研究（2009-2019）。 副教授，I. 奧。 莫斯科國立大學心理學院語言與外語教學心理學系主任（2018-2019）。 科學興趣：日本歷史文化、社會心理學、民族心理學、恐怖主義心理學、侵略心理學。 奧姆真理教歷史專家。 東北大學客座教授（2019-2021）。 參加 Mayak 廣播電台、俄羅斯廣播電台、電視頻道 360、Kommersant FM、NTV 頻道、烏克蘭 KP 的有關日本文化的節目，教育一級專案講師。
YouTuber，日本文化、歷史和心理學的領先頻道 （页面存档备份，存于）（總觀看次數 - 700 萬；訂閱者總數 - 50,000）。